# 여자의 일생 (1968년 영화)
"여자의 일생"은 1968년에 개봉한 대한민국의 영화이다.

## 캐스팅
- 최은희 : 난주 역
- 도금봉 : 분이 역
- 남정임 : 희숙 역
- 남궁원 : 최종수 역
- 김동원 : 한대감 역
- 허장강
- 한은진
- 김정옥
- 최성관
- 강문
- 한성
- 조정일
- 양일민
- 이용남
- 송상균
- 문미봉
- 강성희
- 박선경